# Radosław Panas
Pour les articles homonymes, voir Panas.
 (janvier 2016).
Radosław Panas, né le 11 mai 1970 à Opole en Pologne, est un joueur de volley-ball polonais, l'un des plus expérimentés de la ligue polonaise de volley-ball.

## Biographie
Il commence sa carrière au MKS Zryw Opole. Son premier entraîneur est Jerzy Tracz. Il joue dans la finale du Championnat de Pologne junior.
Après l'obtention d'un diplôme en 1989, il s'installe à Częstochowa, où il a pour entraîneurs Stanisław Gościniak et Ryszard Bosek. A Częstochowa, il participe à tous les matchs puis joue pour le Mostostal-Azoty Kedzierzyn-Kozle (1995/96-1996/97). Dans la dernière saison de sa carrière de volley-ball (2004/05), il a joué pour la KP Polska Energia Sosnowiec.

## Palmarès
Il a remporté cinq championnats polonais (tous avec l'AZS Częstochowa), a été six fois vice-champion de Pologne (cinq avec AZS et une fois avec Mostostal-Azoty), deux médailles de bronze (avec l'AZS). Il a joué en équipe nationale polonaise 58 fois. il fait partie de l'effectif pour les Championnats d'Europe 1995.

## Carrière d'entraineur
En 2005, il devient le deuxième entraîneur du KP Polska Energia Sosnowiec. En janvier 2006, il est remplacé par Marian Kardas. L'équipe est alors reléguée. Depuis juin 2006, il est l'entraineur de l'AZS Czestochowa.